# Acey Slade
Acey Slade, född 15 december 1974, är en amerikansk gitarrist, som spelade i Murderdolls.
Efter Murderdolls paus 2003 spelade han i bandet Trashlight Vision år 2004. Han spelade även gitarr i Wednesday 13:s soloprojekt, men slutade för att starta sitt eget soloband, kallat Billy Liar.